# Comuna Dniprovka, Kameanka-Dniprovska
Dniprovka (în ucraineană Дніпровка) este o comună în raionul Kameanka-Dniprovska, regiunea Zaporijjea, Ucraina, formată din satele Dniprovka (reședința) și Miciurina.

## Demografie
Componența lingvistică a comunei Dniprovka
     Rusă (78,72%)
     Ucraineană (20,37%)
     Alte limbi (0,41%)
Conform recensământului din 2001, majoritatea populației comunei Dniprovka era vorbitoare de rusă (78,72%), existând în minoritate și vorbitori de ucraineană (20,37%).